# 广西南路
广西南路是中華人民共和國上海市黄浦区一條南北走向道路，道路北起延安东路，南至淮海东路，全长415米，宽9米至10.1米，车行道宽5.6米至6.3米。道路於清朝同治四年（1865年）修建，當時道路位于法商自来火煤气公司的西面，所以得名自来火行西街，又名西自来火街、西贡街（Rue de Saigon），後來又更名為三姓路。中華民国32年（1943年）改名為桂平路。中華民国35年（1946年）改名為廣西南路，路名來自於當時的廣西省。